# Kirikiti

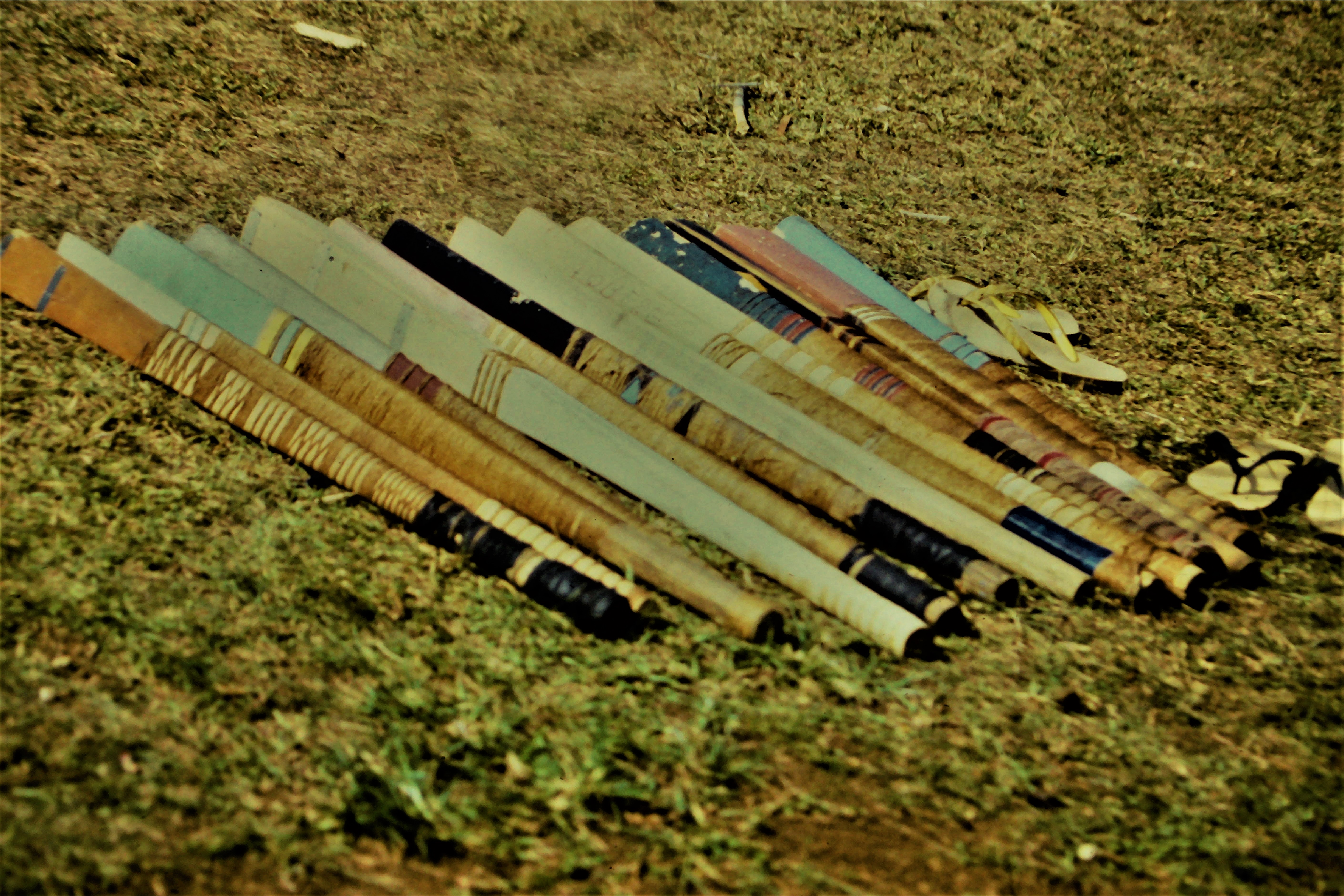
Battes de kirikiti

Le kirikiti est une  forme du cricket originaire des Samoa. Il est le sport national des Samoa, et est joué dans plusieurs autres pays du Pacifique, notamment parmi la diaspora des îles du Pacifique en Nouvelle-Zélande.

## Règles du jeu

### Équipement
La balle est faite d'un caoutchouc très dur entouré de pandanus. Les joueurs n'ont pas de protection et ne portent souvent qu'un lavalava (en). La batte, faite de bois enveloppé de sennit, est façonnée sur le modèle du « lapalap », une arme de guerre samoane à trois faces, qui prend elle-même sa forme de la tige de la feuille de cocotier. En raison de sa forme anguleuse, la trajectoire des balles est très difficile à prévoir.

### Règles
Les règles du kirikiti sont variables. En effet, la majorité des écrits sur le jeu indiquent que les règles ne sont connues que de ceux qui jouent.

#### Principales différences avec le cricket
Il n'y a pas de limite à la taille des équipes qui sont constituées de tous ceux qui se présentent, sans distinction d'âge ou de genre. Les étrangers sont souvent bienvenus. Une partie de kirikiti peut durer plusieurs jours et est accompagnée de chants, de danses et de festivités. Les villages entiers y participent, comme joueur, cuisinier ou spectateur. La seule règle universelle est que l'équipe hôte est déclarée perdante si elle n'est pas en mesure de fournir suffisamment de nourriture.

#### Standardisation
La New Zealand Kilikiti Association (NZKA) travaille à la standardisation des règles du kirikiti. En 1999, la NZKA a lancé un championnat national, appelé le Supercific Kilikiti Tournament, et en 2001 est initiée une coupe du monde (World Cup Kilikiti Tournament). Pour faciliter leur passage à la télévision, les parties ont été réduites à deux manches, la première manche étant de 30 minutes, et la seconde avec le même nombre de balles que la première[pas clair].

## Coupe du monde de kirikiti (Kilikiti World Cup)

### 2001
La première édition a eu lieu au Waitakere Athletic Sports Stadium à Henderson, dans la région d'Auckland en Nouvelle-Zélande en janvier 2001. Sept équipes y ont pris part, représentant les Samoa américaines, l'Australie, les Îles Cook, la Nouvelle-Zélande, Niue, Tokelau et les États-Unis. La finale, jouée en trois parties a été remportée par les New Zealand K-Blacks face aux American Samoa Chiefs, deux parties à une.

### 2002
L'édition 2002 s'est tenue à Glen Eden, en Nouvelle-Zélande.